# Mistrzostwa Świata w Piłce Nożnej 2014 (eliminacje strefy CONMEBOL)

## Drużyny
| Drużyna   | Liczba występów w MŚ                                                                          | Najlepszy wynik w MŚ            |
| Argentyna | 15 (1930, 1934, 1958, 1962, 1966, 1974, 1978, 1982, 1986, 1990, 1994, 1998, 2002, 2006, 2010) | Mistrzostwo (1978, 1986)        |
| Boliwia   | 3 (1930, 1950, 1994)                                                                          | Faza grupowa (1930, 1950, 1994) |
| Chile     | 8 (1930, 1950, 1962, 1966, 1974, 1982, 1998, 2010)                                            | III miejsce (1962)              |
| Ekwador   | 2 (2002, 2006)                                                                                | 1/8 finału (2006)               |
| Kolumbia  | 4 (1962, 1990, 1994, 1998)                                                                    | 1/8 finału (1990)               |
| Paragwaj  | 8 (1930, 1950, 1958, 1986, 1998, 2002, 2006, 2010)                                            | Ćwierćfinał (2010)              |
| Peru      | 4 (1930, 1970, 1978, 1982)                                                                    | Ćwierćfinał (1970)              |
| Urugwaj   | 11 (1930, 1950, 1954, 1962, 1966, 1970, 1974, 1986, 1990, 2002, 2010)                         | Mistrzostwo (1930, 1950)        |
| Wenezuela | 0                                                                                             | –                               |

## Format
W jednej grupie złożonej z 9 zespołów zmierzyły się reprezentacje narodowe z Ameryki Południowej. Mecze rozgrywane były systemem kołowym.
Najlepsze 4 zespoły awansowały do Mistrzostw Świata 2014, a piąta reprezentacja zmierzy się w barażu interkontynentalnym. Brazylia ma zapewniony udział jako gospodarz.

## Tabela
| Lp. | Drużyna   | M  | Mecze | Mecze | Mecze | Bramki | Bramki | Bramki | Pkt |
| Lp. | Drużyna   | M  | W     | R     | P     | +      | −      | +/−    | Pkt |
| --- | --------- | -- | ----- | ----- | ----- | ------ | ------ | ------ | --- |
| 1.  | Argentyna | 16 | 9     | 5     | 2     | 35     | 15     | +20    | 32  |
| 2.  | Kolumbia  | 16 | 9     | 3     | 4     | 27     | 13     | +14    | 30  |
| 3.  | Chile     | 16 | 9     | 1     | 6     | 29     | 25     | +4     | 28  |
| 4.  | Ekwador   | 16 | 7     | 4     | 5     | 20     | 16     | +4     | 25  |
| 5.  | Urugwaj   | 16 | 7     | 4     | 5     | 25     | 25     | 0      | 25  |
| 6.  | Wenezuela | 16 | 5     | 5     | 6     | 14     | 20     | −6     | 20  |
| 7.  | Peru      | 16 | 4     | 3     | 9     | 17     | 26     | −9     | 15  |
| 8.  | Boliwia   | 16 | 2     | 6     | 8     | 17     | 30     | −13    | 12  |
| 9.  | Paragwaj  | 16 | 3     | 3     | 10    | 17     | 31     | −14    | 12  |

Czas:CET

## Wyniki

### Kolejka 1
| 7 października 2011 21:00 | Urugwaj · Suárez 4' · Lugano 26' 72' · Cavani 35' | 4:2(3:1)Raport | Boliwia · 18' Cardozo · 86' (k) Martins | Estadio Centenario, Montevideo Widzów: 25,5 tys. Sędzia: Víctor Hugo Carrillo |
|                           |                                                   |                |                                         |                                                                               |

| 7 października 2011 03:15 | Peru · Guerrero 47' 73' | 2:0(0:0)Raport | Paragwaj | Estadio Nacional, Lima Widzów: 39,6 tys. Sędzia: Sergio Pezzotta |
|                           |                         |                |          |                                                                  |

| 7 października 2011 01:10 | Argentyna · Higuaín 8' 52' 63' · Messi 26' | 4:1(2:0)Raport | Chile · 59' Fernández | Estadio Monumental, Buenos Aires Widzów: 26,2 tys. Sędzia: Wilmar Roldán |
|                           |                                            |                |                       |                                                                          |

| 7 października 2011 23:05 | Ekwador · Ayovi 15' · Benitez 28' | 2:0(2:0)Raport | Wenezuela | Estadio Olímpico Atahualpa, Quito Widzów: 32,3 tys. Sędzia: Enrique Osses |
|                           |                                   |                |           |                                                                           |

### Kolejka 2
| 11 października 2011 02:50 | Wenezuela · Amorebieta 61' | 1:0(0:0) | Argentyna | Estadio José Antonio Anzoátegui, Puerto la Cruz Widzów: 35,6 tys. Sędzia: Roberto Silvera |
|                            |                            |          |           |                                                                                           |

| 11 października 2011 00:45 | Paragwaj · Ortiz 90+1' | 1:1(0:0) | Urugwaj · 67' Forlán | Estadio Defensores del Chaco, Asunción Widzów: 13,0 tys. Sędzia: Wilson Seneme |
|                            |                        |          |                      |                                                                                |

| 11 października 2011 00:45 | Chile · Ponce 2' · Vargas 18' · Medel 47' · Suazo 63' (k) | 4:2(2:0) | Peru · 49' Pizarro · 59' Farfán | Estadio Monumental David Arellano, Santiago Widzów: 39,0 tys. Sędzia: Raúl Orosco |
|                            |                                                           |          |                                 |                                                                                   |

| 11 października 2011 22:00 | Boliwia · Wálter Flores 84' | 1:2(0:0) | Kolumbia · 47' Pabón · 92' Falcao | Estadio Hernando Siles, La Paz Widzów: 33,2 tys. Sędzia: Carlos Amarilla |
|                            |                             |          |                                   |                                                                          |

### Kolejka 3
| 11 listopada 2011 21:00 | Argentyna · Lavezzi 60' | 1:1(0:0) | Boliwia · 56' Martins | Estadio Malvinas Argentinas, Mendoza Widzów: 27,6 tys. Sędzia: Carlos Vera |
|                         |                         |          |                       |                                                                            |

| 11 listopada 2011 01:00 | Paragwaj · Riveros 47' · Verón 58' | 2:1(0:0) | Ekwador · 90+2' Rojas | Estadio Defensores del Chaco, Asunción Widzów: 11,2 tys. Sędzia: Hernando Buitrago |
|                         |                                    |          |                       |                                                                                    |

| 11 listopada 2011 01:00 | Kolumbia · Guarín 11' | 1:1(1:0) | Wenezuela · 79' Feltscher | Estadio Metropolitano Roberto Meléndez, Barranquilla Widzów: 44,0 tys. Sędzia: Omar Ponce |
|                         |                       |          |                           |                                                                                           |

| 11 listopada 2011 23:00 | Urugwaj · Suárez 42' 45' 68' 74' | 4:0(2:0) | Chile | Estadio Centenario, Montevideo Widzów: 40,5 tys. Sędzia: Héctor Baldassi |
|                         |                                  |          |       |                                                                          |

### Kolejka 4
| 15 listopada 2011 22:00 | Kolumbia · Pabón 45' | 1:2(1:0) | Argentyna · 60' Lionel Messi · 84' Agüero | Estadio Metropolitano Roberto Meléndez, Barranquilla Widzów: 49,6 tys. Sędzia: Salvio Fagundes |
|                         |                      |          |                                           |                                                                                                |

| 15 listopada 2011 02:00 | Wenezuela · Vizcarrondo 24' | 1:0(1:0) | Boliwia | Estadio Pueblo Nuevo, San Cristóbal Widzów: 33,4 tys. Sędzia: Georges Buckley |
|                         |                             |          |         |                                                                               |

| 15 listopada 2011 00:30 | Chile · Contreras 27' · Campos 85' | 2:0(1:0) | Paragwaj | Estadio Nacional, Santiago Widzów: 44,8 tys. Sędzia: Héber Lopes |
|                         |                                    |          |          |                                                                  |

| 15 listopada 2011 22:00 | Ekwador · Méndez 70' · Benítez 89' | 2:0(0:0) | Peru | Estadio Olímpico Atahualpa, Quito Widzów: 34,5 tys. Sędzia: Jorge Larrionda |
|                         |                                    |          |      |                                                                             |

### Kolejka 5
| 2 czerwca 2012 | Argentyna · Agüero 20' · Higuaín 29' · Messi 31' · Di María 75' | 4:0(3:0) | Ekwador | Estadio Monumental, Buenos Aires Widzów: 50,0 tys. Sędzia: Víctor Hugo Rivera |
|                |                                                                 |          |         |                                                                               |

| 2 czerwca 2012 | Boliwia | 0:2(0:1) | Chile · Aránguiz 45+3' · Vidal 83' | Estadio Hernando Siles, La Paz Widzów: 34,4 tys. Sędzia: Alfredo Intriago |
|                |         |          |                                    |                                                                           |

| 2 czerwca 2012 | Peru | 0:1(0:0) | Kolumbia · Rodríguez 52' | Estadio Nacional, Lima Widzów: 35,7 tys. Sędzia: Néstor Pitana |
|                |      |          |                          |                                                                |

| 2 czerwca 2012 | Urugwaj · Forlán 38' | 1:1(1:0) | Wenezuela · J. Rondón 84' | Estadio Centenario, Montevideo Widzów: 57,0 tys. Sędzia: Antonio Arias Alvarenga |
|                |                      |          |                           |                                                                                  |

### Kolejka 6
| 9 czerwca 2012 | Boliwia · Peña 10' · Escobar 70' 80' | 3:1(1:0) | Paragwaj · Riveros 83' | Estadio Hernando Siles, La Paz Widzów: 17,3 tys. Sędzia: Roberto Silvera |
|                |                                      |          |                        |                                                                          |

| 9 czerwca 2012 | Wenezuela | 0:2(0:0) | Chile · Fernández 85' · Aránguiz 90+2' | Estadio José Antonio Anzoátegui, Puerto la Cruz Widzów: 35,0 tys. Sędzia: Hernando Buitrago |
|                |           |          |                                        |                                                                                             |

| 10 czerwca 2012 | Urugwaj · Suárez 15' · Pereira 29' · Rodríguez 63' · Eguren 90+4' | 4:2(2:1) | Peru · Godín 39' (sam.) · Guerrero 48' | Estadio Centenario, Montevideo Widzów: 55,0 tys. Sędzia: Leandro Vuaden |
|                 |                                                                   |          |                                        |                                                                         |

| 10 czerwca 2012 | Ekwador · Benítez 54' | 1:0(0:0) | Kolumbia | Estadio Olímpico Atahualp, Quito Widzów: 37,4 tys. Sędzia: Wilson Seneme |
|                 |                       |          |          |                                                                          |

### Kolejka 7
| 7 września 2012 | Kolumbia · Falcao 2' · Gutiérrez 47' 52' · Zúñiga 90' | 4:0(1:0) | Urugwaj | Estadio Metropolitano Roberto Meléndez, Barranquilla Widzów: 45,0 tys. Sędzia: Héber Lopes |
|                 |                                                       |          |         |                                                                                            |

| 7 września 2012 | Ekwador · Caicedo 74' (k) | 1:0(0:0) | Boliwia | Estadio Olímpico Atahualpa, Quito Widzów: 32,2 tys. Sędzia: Juan Soto |
|                 |                           |          |         |                                                                       |

| 7 września 2012 | Argentyna · Di María 3' · Higuaín 30' · Messi 64' | 3:1(2:1) | Paragwaj · Fabbro 17' (k) | Estadio Olímpico Chateau Carreras, Córdoba Widzów: 51,0 tys. Sędzia: Wilson Seneme |
|                 |                                                   |          |                           |                                                                                    |

| 7 września 2012 | Peru · Farfán 47' 59' | 2:1(0:1) | Wenezuela · Arango 43' | Estadio Nacional, Lima Widzów: 34,7 tys. Sędzia: Martín Vázquez |
|                 |                       |          |                        |                                                                 |

### Kolejka 8
| 11 września 2012 | Peru · Zambrano 22' | 1:1(1:1) | Argentyna · 38' Higuaín | Estadio Nacional, Lima Widzów: 34,1 tys. Sędzia: Wilmar Roldán |
|                  |                     |          |                         |                                                                |

| 11 września 2012 | Urugwaj · Cavani 67' | 1:1(0:1) | Ekwador · 8' (k) Caicedo | Estadio Centenario, Montevideo Widzów: 38,0 tys. Sędzia: Carlos Amarilla |
|                  |                      |          |                          |                                                                          |

| 11 września 2012 | Chile · Fernández 42' | 1:3(1:0) | Kolumbia · 58' Rodríguez · 73' Falcao · 76' Gutiérrez | Estadio Monumental David Arellano, Santiago Widzów: 38,0 tys. Sędzia: Víctor Hugo Carrillo |
|                  |                       |          |                                                       |                                                                                            |

| 11 września 2012 | Paragwaj | 0:2(0:1) | Wenezuela · 45' 68' J. Rondón | Estadio Defensores del Chaco, Asunción Widzów: 13,7 tys. Sędzia: Enrique Osses |
|                  |          |          |                               |                                                                                |

### Kolejka 9
| 12 października 2012 | Argentyna · Messi 65' 80' · Agüero 75' | 3:0(0:0) | Urugwaj | Estadio Malvinas Argentinas, Mendoza Widzów: 32,0 tys. Sędzia: Leandro Vuaden |
|                      |                                        |          |         |                                                                               |

| 12 października 2012 | Kolumbia · Falcao 52' 90' | 2:0(0:0) | Paragwaj | Estadio Metropolitano Roberto Meléndez, Barranquilla Widzów: 45,0 tys. Sędzia: Sergio Pezzotta |
|                      |                           |          |          |                                                                                                |

| 12 października 2012 | Ekwador · Caicedo 33' 56' (k) · Castillo 90+3' | 3:1(1:1) | Chile · 25' (samobój.) Paredes | Estadio Olímpico Atahualpa, Quito Widzów: 32,6 tys. Sędzia: Héber Lopes |
|                      |                                                |          |                                |                                                                         |

| 12 października 2012 | Boliwia · Chumacero 51' | 1:1(0:1) | Peru · 21' Mariño | Estadio Hernando Siles, La Paz Widzów: 36,5 tys. Sędzia: Carlos Vera |
|                      |                         |          |                   |                                                                      |

### Kolejka 10
| 16 października 2012 | Boliwia · Saucedo 5' 50' 54' · Mojica 26' | 4:1(2:0) | Urugwaj · 80' Suárez | Estadio Hernando Siles, La Paz Widzów: 25,4 tys. Sędzia: Víctor Hugo Rivera |
|                      |                                           |          |                      |                                                                             |

| 16 października 2012 | Paragwaj · Aguilar 52' | 1:0(0:0) | Peru | Estadio Defensores del Chaco, Asunción Widzów: 10,1 tys. Sędzia: Pablo Lunati |
|                      |                        |          |      |                                                                               |

| 16 października 2012 | Chile · Gutierez 90+1' | 1:2(0:2) | Argentyna · 28' Messi · 31' Higuaín | Estadio Nacional, Santiago Widzów: 45,0 tys. Sędzia: Antonio Arias |
|                      |                        |          |                                     |                                                                    |

| 16 października 2012 | Wenezuela · Arango 6' | 1:1(1:1) | Ekwador · 22' Castillo | Estadio José Antonio Anzoátegui, Puerto la Cruz Widzów: 35,0 tys. Sędzia: Néstor Pitana |
|                      |                       |          |                        |                                                                                         |

### Kolejka 11
| 23 marca 2013 01:00 | Argentyna · Higuaín 28' 58' · Messi 44' (k.) | 3:0(2:0) | Wenezuela | Estadio Brigadier General Estanislao López, Santa Fe Widzów: 40,0 tys. Sędzia: Victor Carrillo |
|                     |                                              |          |           |                                                                                                |

| 22 marca 2013 23:00 | Urugwaj · Suárez 82' | 1:1(0:0) | Paragwaj · 86' Benítez | Estadio Centenario, Montevideo Widzów: 32,0 tys. Sędzia: Wilmar Roldán |
|                     |                      |          |                        |                                                                        |

| 23 marca 2013 03:10 | Peru · Farfán 87' | 1:0(0:0) | Chile | Estadio Nacional, Lima Widzów: 50,0 tys. Sędzia: Diego Abal |
|                     |                   |          |       |                                                             |

| 22 marca 2013 21:00 | Kolumbia · Torres 20' · Valdés 49' · Gutiérrez 62' · Falcao 86' · Armero 90+3' | 5:0(1:0) | Boliwia | Estadio Metropolitano Roberto Meléndez, Barranquilla Widzów: 40,5 tys. Sędzia: Carlos Vera |
|                     |                                                                                |          |         |                                                                                            |

### Kolejka 12
| 26 marca 2013 21:00 | Boliwia · Martins 25' | 1:1(1:1) | Argentyna · 44' Banega | Estadio Hernando Siles, La Paz Widzów: 35,0 tys. Sędzia: Enrique Osses |
|                     |                       |          |                        |                                                                        |

| 26 marca 2013 22:00 | Ekwador · Caicedo 38' · Montero 50' 75' · Benítez 54' | 4:1(1:1) | Paragwaj · 15' Caballero | Estadio Olímpico Atahualpa, Quito Widzów: 33,0 tys. Sędzia: Sandro Ricci |
|                     |                                                       |          |                          |                                                                          |

| 27 marca 2013 01:30 | Chile · Paredes 10' · Vargas 78' | 2:0(1:0) | Urugwaj | Estadio Monumental David Arellano, Santiago Widzów: 43,8 tys. Sędzia: Nestor Pitana |
|                     |                                  |          |         |                                                                                     |

| 27 marca 2013 01:00 | Wenezuela · Rondón 13' | 1:0(1:0) | Kolumbia | Estadio José Antonio Anzoátegui, Puerto la Cruz Widzów: 41,3 tys. Sędzia: Antonio Arias |
|                     |                        |          |          |                                                                                         |

### Kolejka 13
| 7 czerwca 2013 | Boliwia · Campos 86' | 1:1(0:0) | Wenezuela · 58' Arango | Estadio Hernando Siles, La Paz Widzów: 10,2 tys. Sędzia: Patricio Loustau |
|                |                      |          |                        |                                                                           |

| 7 czerwca 2013 | Argentyna | 0:0(0:0) | Kolumbia | Estadio Monumental, Buenos Aires Widzów: 44,8 tys. Sędzia: Marlon Escalante |
|                |           |          |          |                                                                             |

| 7 czerwca 2013 | Paragwaj · Santa Cruz 88' | 1:2(0:1) | Chile · 41' Vargas · 54' Vidal | Estadio Defensores del Chaco, Asunción Widzów: 30,0 tys. Sędzia: Leandro Pedro Vuaden |
|                |                           |          |                                |                                                                                       |

| 7 czerwca 2013 | Peru · Pizarro 12' | 1:0(1:0) | Ekwador | Estadio Nacional, Lima Widzów: 37,0 tys. Sędzia: Marcelo de Lima Henrique |
|                |                    |          |         |                                                                           |

### Kolejka 14
| 11 czerwca 2013 | Ekwador · Castillo 17' | 1:1(1:1) | Argentyna · 4' (k.) Agüero | Estadio Olímpico Atahualpa, Quito Widzów: 35,0 tys. Sędzia: Enrique Cáceres |
|                 |                        |          |                            |                                                                             |

| 11 czerwca 2013 | Chile · Vargas 16' · Sánchez 18' · Vidal 90' | 3:1(2:1) | Boliwia · 32' Martins | Estadio Nacional Julio Martínez Prádanos, Santiago Widzów: 45,0 tys. Sędzia: Darío Ubriaco |
|                 |                                              |          |                       |                                                                                            |

| 11 czerwca 2013 | Kolumbia · Falcao 12' (k.) · Gutierrez 45' | 2:0(2:0) | Peru | Estadio Metropolitano Roberto Meléndez, Barranquilla Widzów: 42,3 tys. Sędzia: Sandro Ricci |
|                 |                                            |          |      |                                                                                             |

| 11 czerwca 2013 | Wenezuela | 0:1(0:1) | Urugwaj · 28' Cavani | Estadio Cachamay, Puerto Ordaz Widzów: 36,3 tys. Sędzia: Paulo César de Oliveira |
|                 |           |          |                      |                                                                                  |

### Kolejka 15
| 7 września 2013 | Paragwaj · Fabbro 17' · Santa Cruz 47' · Ortiz 81' · Gómez 84' | 4:0(1:0) | Boliwia | Estadio Defensores del Chaco Asunción Widzów: 10,0 tys. Sędzia: Victor Carrillo |
|                 |                                                                |          |         |                                                                                 |

| 7 września 2013 | Chile · Vargas 10' · Gonzalez 30' · Vidal 84' | 3:0(2:0) | Wenezuela | Estadio Nacional Julio Martínez Prádanos, Santiago] Widzów: 45,0 tys. Sędzia: Sandro Ricci |
|                 |                                               |          |           |                                                                                            |

| 7 września 2013 | Peru · Farfán 84' | 1:2(0:1) | Urugwaj · 42' 67' (k) Suárez | Estadio Nacional, Lima Widzów: 50,0 tys. Sędzia: Patricio Loustau |
|                 |                   |          |                              |                                                                   |

| 7 września 2013 | Kolumbia · Rodríguez 31' | 1:0(1:0) | Ekwador | Metropolitano Roberto Melendez, Barranquilla Widzów: 45,0 tys. Sędzia: Heber Lopes |
|                 |                          |          |         |                                                                                    |

### Kolejka 16
| 11 września 2013 00:00 | Urugwaj · Cavani 77' · Stuani 80' | 2:0(0:0) | Kolumbia | Estadio Centenario, Montevideo Widzów: 35,0 tys. Sędzia: Antonio Arias |
|                        |                                   |          |          |                                                                        |

| 10 września 2013 22:00 | Boliwia · Arrascaita 47' | 1:1(0:0) | Ekwador · 58' (k) Felipe Caicedo | Estadio Hernando Siles, La Paz Widzów: 15,0 tys. Sędzia: Paulo de Oliveira |
|                        |                          |          |                                  |                                                                            |

| 11 września 2013 03:40 | Paragwaj · Núñez 18' · Santa Cruz 86' | 2:5(1:2) | Argentyna · 12' (k) 52' (k) Messi · 32' Agüero · 50' Di María · 90' Rodríguez | Estadio Defensores del Chaco, Asunción Widzów: 27,0 tys. Sędzia: Enrique Osses |
|                        |                                       |          |                                                                               |                                                                                |

| 11 września 2013 01:55 | Wenezuela · Rondón 36' · González 62' (k) · Otero 77' | 3:2(1:1) | Peru · 20' Hurtado · 89' Zambrano | Estadio José Antonio Anzoátegui, Puerto la Cruz Widzów: 20,0 tys. Sędzia: Nestor Pitana |
|                        |                                                       |          |                                   |                                                                                         |

### Kolejka 17
| 11 października 2013 | Argentyna · Lavezzi 23' 25' · Palacio 47' | 3:1(2:1) | Peru · 21' Pizarro | Estadio Monumental, Buenos Aires Widzów: 29,0 tys. Sędzia: Carlos Vera |
|                      |                                           |          |                    |                                                                        |

| 11 października 2013 | Ekwador · Montero 30' | 1:0(1:0) | Urugwaj | Estadio Olímpico Atahualpa, Quito Widzów: 33,0 tys. Sędzia: Sandro Ricci |
|                      |                       |          |         |                                                                          |

| 11 października 2013 | Kolumbia · Gutiérrez 69' · Falcao 75' (k) 84' (k) | 3:3(0:3) | Chile · 19' (k) Vidal · 22' 29' Sánchez | Metropolitano Roberto Melendez, Barranquilla Widzów: 40,4 tys. Sędzia: Paulo De Oliveira |
|                      |                                                   |          |                                         |                                                                                          |

| 11 października 2013 | Wenezuela · Seijas 83' | 1:1(0:1) | Paragwaj · 28' Benítez | Estadio Polideportivo de Pueblo Nuevo, San Cristóbal Widzów: 27,3 tys. Sędzia: Victor Carrillo |
|                      |                        |          |                        |                                                                                                |

### Kolejka 18
| 15 października 2013 | Urugwaj · Rodríguez 5' · Suárez 34' (k.) · Cavani 50' | 3:2(2:2) | Argentyna · 15', 41' Rodríguez | Estadio Centenario, Montevideo Widzów: 55,0 tys. Sędzia: Marcelo De Lima |
|                      |                                                       |          |                                |                                                                          |

| 15 października 2013 | Paragwaj · Rojas 6' | 1:2(1:1) | Kolumbia · 38', 55' Yepes | Estadio Defensores del Chaco, Asunción Widzów: 7,1 tys. Sędzia: Diego Abal |
|                      |                     |          |                           |                                                                            |

| 15 października 2013 | Chile · Sánchez 35' · Medel 38' | 2:1(2:0) | Ekwador · 66' Caicedo | Estadio Nacional Julio Martínez Prádanos, Santiago Widzów: 47,5 tys. Sędzia: Leandro Pedro |
|                      |                                 |          |                       |                                                                                            |

| 15 października 2013 | Peru · Yotún 19' | 1:1(1:1) | Boliwia · 45+2' Bejarano | Estadio Nacional, Lima Widzów: 0 Sędzia: Enrique Caceres |
|                      |                  |          |                          |                                                          |

## Strzelcy
202 bramki w 72 meczach (stan na 16 października 2013).
11 goli
- Luis Alberto Suárez

10 goli
- Lionel Messi

9 goli
- Gonzalo Higuaín
- Radamel Falcao

7 goli
- Felipe Caicedo

6 goli
- Teófilo Gutiérrez

5 goli
- Sergio Agüero
- Eduardo Vargas
- Arturo Vidal
- Jefferson Farfán
- José Salomón Rondón
- Edinson Cavani

4 gole
- Marcelo Moreno Martins
- Christian Benítez
- Alexis Sánchez

3 gole
- Ángel Di María
- Maxi Rodríguez
- Ezequiel Lavezzi
- Carlos Saucedo
- Matías Fernández
- James Rodríguez
- Segundo Castillo
- Jefferson Montero
- Roque Santa Cruz
- Claudio Pizarro
- José Paolo Guerrero
- Juan Arango

2 gole
- Pablo Daniel Escobar
- Charles Aránguiz
- Dorlan Pabón
- Cristian Riveros
- Jonathan Fabbro
- Edgar Benítez
- Richard Ortiz
- Carlos Zambrano
- Diego Forlán
- Diego Lugano
- Cristian Rodríguez
- Mario Yepes

1 gol
- Éver Banega
- Rodrigo Palacio
- Jaime Dario Arrascaita Iriondo
- Rudy Cardozo
- Wálter Flores
- Alcides Peña
- Alejandro Chumacero
- Gualberto Mojica
- Jhasmani Campos
- Diego Bejarano
- Matías Campos
- Pablo Contreras
- Gary Medel
- Waldo Ponce
- Humberto Suazo
- Esteban Paredes
- Felipe Gutiérrez
- Marcos Gonzalez
- Gary Medel
- Fredy Guarín
- Juan Zúñiga
- Pablo Armero
- Macnelly Torres
- Jaime Ayoví
- Edison Méndez
- Joao Rojas
- Gustavo Gomez
- Darío Verón
- Pablo Aguilar
- Jorge Rojas
- Luis Caballero
- José Ariel Núñez
- Cristopher Hurtado
- Juan Carlos Mariño
- Yoshimar Yotún
- Sebastián Eguren
- Maxi Pereira
- Cristian Stuani
- Fernando Amorebieta
- Frank Feltscher
- César González
- Rómulo Otero
- Luis Manuel Seijas
- Oswaldo Vizcarrondo

Bramki samobójcze
- Diego Godín (dla Peru)
- Juan Carlos Paredes (dla Chile)